# Bahnhof Rotterdam Lombardijen

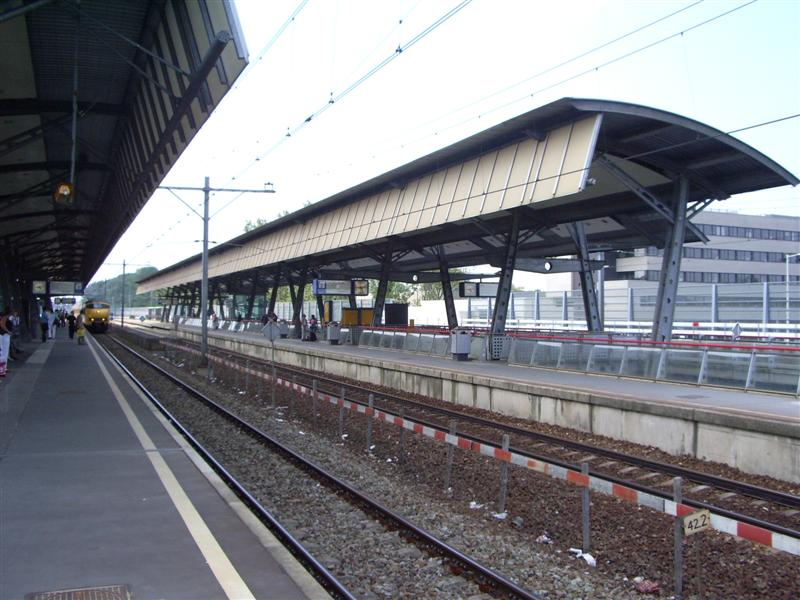
Bahnsteige

Der Bahnhof Rotterdam Lombardijen ist ein Durchgangsbahnhof der niederländischen Bahngesellschaft Nederlandse Spoorwegen (NS) im Stadtteil IJsselmonde in der niederländischen Großstadt Rotterdam, Provinz Zuid-Holland, der von dem Architekten und Bouwmeester NS Cees Douma entworfen wurde. Mit 5653 Reisenden am Tag (2024) ist er der meistfrequentierte Bahnhof im Süden Rotterdams. Er liegt an der Bahnstrecke von Rotterdam nach Breda. Zurzeit hat der Bahnhof vier Bahnsteiggleise. An der Station halten ausschließlich Regionalzüge, die Fernzüge fahren an den Außengleisen am Bahnhof vorbei.

## Geschichte
Der Bahnhof wurde nach zunehmender Bevölkerung des Stadtteils im Jahre 1964 eröffnet, jedoch ohne Fahrkartenautomaten und eher provisorisch mit hölzernen Bahnsteigen. Am 12. September 1968 folgte dann der Ausbau auf vier Gleise sowie neue Bahnsteige und ein neues Bahnhofsgebäude. Seit 2009 fädelt die Schnellfahrstrecke HSL Zuid (Schnellfahrstrecke Schiphol–Antwerpen) kurz vor der Station wieder in das bestehende Bahnnetz ein, jedoch halten die Hochgeschwindigkeitszüge aus Paris oder Brüssel nicht an der Station.

## Streckenverbindungen
Folgende Linien verkehren im Jahresfahrplan 2023 am Bahnhof Rotterdam Lombardijen:
| Zugtyp   | Linienverlauf | Frequenz                                                                                  |
| -------- | --- | ----------------------------------------------------------------------------------------- |
| Sprinter | Den Haag Centraal – Den Haag HS – Delft – Schiedam Centrum - Rotterdam Centraal – Rotterdam Lombardijen – Dordrecht - (Lage Zwaluwe) - (Roosendaal) | halbstündlich (Fährt nach Roosendaal nur nach 20 Uhr und am Wochenende einmal pro Stunde) |
| Sprinter | Den Haag Centraal – Den Haag HS – Delft – Schiedam Centrum - Rotterdam Centraal – Rotterdam Lombardijen – Dordrecht                                 | halbstündlich (fährt nicht nach 20 Uhr und am Wochenende)                                 |
| Sprinter | Rotterdam Centraal – Rotterdam Lombardijen – Dordrecht                                                                                              | halbstündlich (fährt nicht nach 20 Uhr und am Wochenende)                                 |

## Öffentlicher Nahverkehr
Am Bahnhof Lombardijen halten die Straßenbahnlinien 2 und 20 der Rotterdamse Electrische Tram (RET). Östlich des Bahnhofs befindet sich die Haltestelle mehrerer lokaler und regionaler Buslinien.